# Гибодонтообразные
Гибодонтообразные (лат. Hybodontiformes) — отряд вымерших хрящевых рыб, похожих на акул и являвшийся их ближайшими родственниками. Единственный отряд в инфраклассе гибодонтов (Hybodontа).
Характерной особенностью были роговые выступы на головах самцов. По мнению учёных, основной рацион составляли рыбы. Также некоторые виды отряда располагали плоскими зубами, с помощью которых было удобно раскусывать аммонитов и прочих существ, имевших раковину.

## Классификация
В отряд включают 9 вымерших семейств и следующие вымершие роды:
- Семейство Acrodontidae
  - Роды Acrodus, Acrorhizodus, Asteracanthus, Bdellodus
- Семейство Distobatidae
  - Роды Aegyptobatus, Distobatus, Glickmanodus, Reticulodus, Tribodus
- Семейство Hybodontidae
  - Роды Egertonodus, Hybodus, Meristodonoides, Pororhiza, Priohybodus, Thaiodus, Durnonovariaodus[4]
- Семейство Lonchidiidae
  - Роды Bahariyodon, Diplolonchidion, Hylaeobatis, Isanodus, Lissodus, Lonchidion, Parvodus, Vectiselachos
- Семейство Polyacrodontidae
  - Роды Palaeobates, Polyacrodus
- Семейство Pseudodalatiidae
  - Род Pseudodalatias
- Семейство Steinbachodontidae
  - Род Steinbachodus
- Семейство Tristychiidae
  - Род Tristychius

Ещё два семейства могут принадлежать либо к инфраклассу гибодонтов, либо к инфраклассу неоселяхий (Neoselachii):
- Семейство Homalodontidae
  - Роды Homalodontus, Polyacrodus [5]
- Семейство Ptychodontidae
  - Роды Heteroptychodus, Ptychodus

### Альтернативная классификация
По данным сайта Paleobiology Database, на октябрь 2019 года к отряду относят следующие вымершие таксоны до подсемейства включительно:
- Роды incertae sedis

- Род Cassisodus Ginter & Sun, 2007
- Род Doratodus Schmid, 1861
- Род Hamiltonichthys Maisey, 1989
- Род Hubeiodus Shang et al., 2008
- Род Mesodmodus
- Род Omanoselache Koot et al., 2013
- Род Onychoselache
- Род Reesodus Koot et al., 2013
- Род Teresodus Koot et al., 2013

- Надсемейство Hybodontoidea Zangerl, 1981
  - Роды incertae sedis (5 родов)
  - Семейство Acrodontidae Casier, 1959 (2 рода)
    - Подсемейство Acrodontinae Maisey, 1989 (3 рода)

  - Семейство Distobatidae Werner, 1989 (1 род)
  - Семейство Homalodontidae Mutter et al., 2008 (2 рода)
  - Семейство Hybodontidae Agassiz, 1843 (9 родов) — представители появились в девоне и исчезли в миоцене[7], доминировали в триасе и юре
    - Подсемейство Hybodontinae Maisey, 1989 (4 рода)

  - Семейство Lonchidiidae Herman, 1977 (8 родов)
  - Семейство Polyacrodontidae Glükman, 1964 (3 рода)
  - Семейство Ptychodontidae (1 род)
  - Семейство Tristychiidae Moy-Thomas, 1936 (1 род)

### Отдельные представители отряда
- Acrodus acutus — найден в отложениях рэтского яруса на территории Франции.
- Heteroptychodus kokutensis — найден на территории Таиланда и жил около 120 млн лет назад. Был описан в 2010 году по останкам зубов[8].
- Lonchidion ferganensis — известен по останкам зубов, взрослые особы могли достигать длины около 30—40 см[9].
- Planohybodus — представители в длину достигали двух метров, вымерли около 66 млн лет назад[10].